# 脱毛の治療
脱毛の治療（だつもうのちりょう）では、脱毛に対する治療について述べる。
50歳男性の半数以上は男性型脱毛症を来たしており、脱毛の治療は米国では年間10億ドル以上の産業となっている。1980年代以降、実際に効果のある脱毛治療として男女ともに薬物治療が増加した。男性型脱毛症および女性の脱毛症に対するジヒドロテストステロン（DHT）の作用が解明され、頭皮の男性ホルモン受容体への作用を特異的に阻害する方法が探求された。いくつかの幸運な発見や「毛包幹細胞、毛乳頭細胞」「毛髪の培養（hair multiplication）」といった魅力ある突破口により、科学に裏付けられた脱毛治療は多くの成果を秘めた研究領域であり続けている。

## 一般的事柄
すでに休眠状態になっている毛包から再び毛髪を成長させることよりも、老化による健康な毛髪の脱毛を防ぐことの方が容易である。フィナステリド（プロペシア）やミノキシジルは毛髪の再成長について医学的に効果が証明されている。二重盲検法（ランダム化二重盲験法）を用いた3つの研究では、治療を行なわなかった男性グループでは2年間で72%に生え際の後退が見られたのに対し、プロペシアを用いたグループは17%だった。
将来の治療として「毛髪の培養（hair multiplication）」や「毛髪クローニング」といわれるものがある。これは毛包幹細胞を抽出して実験室で増殖させ頭皮に注入するという方法で、すでにマウスでは成功している。まだ実験段階ではあるが、2015年までには実用化されるのでは、とも言われている。さらなるステップとして、毛包の細胞にシグナルを送って若返らせる、という研究も構想されている。
以下に主要な治療について述べる。同じ化学組成や有効成分を含む安価なジェネリック医薬品にも同様な効果があると思われる。
興味深いことに、しばしばプラセボ（偽薬）でそれなりの効果が現れる。この場合、効果そのものは薬剤を使ったほどにはならないが、「副作用」は薬剤を使った場合と同様に出現する。たとえばフィナステリドでは「薬剤が原因で性生活に何らかの支障を来たした」割合は3.8%だが、プラセボ群でも2.0%に同様の「副作用」があった
脱毛の治療を継続させ成功に導くポイントとして「3つの『P』」があげられる。
- まず有効な治療から始める（Proven treatment first）
- 写真を撮る（take Pictures）
- 根気良く続ける（be Patient）

脱毛の治療は、最低でも平均6か月以上かかる。場合によっては、はっきりした効果が出るまでに2年以上かかることもある。
脱毛の治療に時間がかかるのは毛周期（hair cycle）のためである。毛髪は2-7年の間成長を続け、その後休止状態となって一旦抜けて、数ヵ月後にまた成長し始める。脱毛のプロセスとはこの毛周期のサイクルで何年もかけて毛髪が縮小化していくものであり、新たに成長する毛髪が次第に細く、短く、色が薄くなり、やがて肉眼ではわからなくなっていく。このため、治療の効果がわかるのに年単位の時間が必要となる。
科学的に効果の認められた治療法では、治療初期の段階で休止期の毛髪が一旦抜け落ち、（うまくいけば）新しい毛周期が始まり、より太い毛髪が伸びてくる。この経過がさらに治療効果の判定を難しくしている。治療を中断した場合、毛髪は抜け落ちて治療前の状態に戻るが、より脱毛が進むことはないと思われる。
現在、育毛サロンが多数存在し、派手な宣伝を行っているが、科学的根拠が明らかでないものも多い。独自の理論を展開する企業もあるが、いずれも国際論文や2重盲検比較試験などの結果は公表されておらず、これらの施術やサプリメントに対して高額な値段によって販売、施行されている状況を見過ごすことはできない。一部の育毛サロンでは結局ミノキシジルやフィナステリドを使用しているところもあるとされ、きわめて不誠実である。

## ミノキシジル
ミノキシジルは血管拡張薬であり、元々は高血圧の治療に内服薬（商品名ロニテン Loniten）として使われていた。しかし、この薬の副作用として毛髪が伸びたり、脱毛が改善したりすることが発見され、1980年代に米国アップジョン社の「ロゲイン Rogaine」2%溶液が脱毛と禿髪の治療薬としてFDAの認可を受けた。
ロゲインは頭皮への局所用として使われるが、男女とも数か月の使用で25%に毛髪の成長が認められる。新たに伸びた毛髪は赤ん坊の毛のように細くて色が薄いことが多く、主に頭頂部に生え、生え際には効果がない。この効果は時間とともに減弱する。
副作用で最も多いのは皮膚（頭皮）の刺激症状である。英国の患者用パンフレットには副作用として「めまい」「動悸」も載っている。
ミノキシジルは頭頂部には効果があるが、前頭部の男性型脱毛には効果がないと言われている。48週間の調査研究によれば、5%ミノキシジルでは51%の男性に頭頂部の改善が見られたが、2%ミノキシジルでは42%だった。プラセボでも13%に効果が見られた。効果が見られた被験者のうち、頭頂部で中等度改善〜著効だったのは5%ミノキシジルで19%、2%ミノキシジルで10%、プラセボで3%だった。
ミノキシジルの薬理作用は良くわかっていないが、他の血管拡張薬には同様の効果が見られないことから、血管拡張作用のみが毛髪の再成長に関与しているわけではない。
なお美容形成外科などを中心にミノキシジルの錠剤を処方する医師が存在するが、ミノキシジル錠は日本では認可されてはいない。医師が治療のために輸入することは厚生労働省によって認められているが、輸入した医師の全責任のもと処方される。こうした状況下でのミノキシジルの内服によって万が一、死亡したり重大な副作用が残ったとしても、国の医薬品副作用保護制度をうけることはできない。

## 抗男性ホルモン薬
抗男性ホルモン薬（抗アンドロゲン薬、Antiandorogens）は血中DHTの毛包への作用を阻害する。その効果は薬剤によってさまざまであり、フィナステリドのように5αリダクターゼを阻害してテストステロンからDHTへの変換を特異的に抑制するものや、フルコナゾールやスピロノラクトンのようにより広範囲の男性ホルモンを阻害するものがある。治療に用いられる量では稀だが、抗男性ホルモン薬には女性化乳房のように深刻な副作用もある。

### フィナステリド
日本皮膚科学会ガイドラインにおいて、「男性型脱毛症に対するフィナステリド内服の発毛効果に関して、高い水準の根拠があるため、内服療法を行うよう強く勧める（推奨度A）」とされている。
「プロペシア」や「プロスカー Proscar」（メルク社）として知られるフィナステリドはアザステロイド（aza-steroids）に分類される。フィナステリドは「DHT阻害薬」であり、元々は良性前立腺肥大（benign prostatic hyperplasia, BPH）の治療薬としてFDAに認可された。フィナステリドには遊離テストステロンをDHTに変換する2型5α-リダクターゼの生成を抑制する効果がある。プロペシア（フィナステリドとして1日1mg）はDHTの活性を約55%抑制し、プロスカー（フィナステリドとして1日5mg）は約70%抑制する。
発売後まもなく、フィナステリドを服用している患者に毛髪の再成長が認められることが発見され、1997年には男性型脱毛症の治療薬としてFDAに認可された。5年間の調査研究では、フィナステリド（1日1mg）を服用した男性の9割に効果が認められた（42%に脱毛の停止、48%に脱毛の停止と毛髪の再成長）。
臨床研究によれば、フィナステリドは頭頂部と生え際の両方に効果があるが、より効果が高いのは頭頂部である。
通常フィナステリドは男性にのみ処方される。男性胎児に対して深刻な先天奇形を来たす危険があるため、妊娠している女性や妊娠可能な年齢の女性は触れるのも避けなければいけない。また、フィナステリドは女性の脱毛症には効果がないという研究がある。AGAを有する閉経後女性137名（41～60歳）を対象に、1年間の二重盲検プラセボ対照ランダム化多施設共同試験として、フィナステリド1mg/日またはプラセボを投与したところ、発毛の増加や薄毛の進行の遅延、毛髪数の変化に有意差は認められなかった。しかしフィナステリドを支持する人は、この研究は閉経後の女性を対象に行なわれており、こうした女性では（テストステロンの感受性に影響を与える）エストロゲンの減少が脱毛に関与しているという。別の研究では、男性ホルモンに対して感受性を持つ毛包のある女性であれば、フィナステリドは効果があるとしている。医師の中には、妊娠できない女性や、きちんと避妊をしてくれる女性に対してはフィナステリドを処方する者もいる。

### デュタステリド
2001年グラクソ・スミスクライン社はもう一つのアザステロイドであるデュタステリド（dutasteride）を発表した。デュタステリドは「アヴォダート avodart」「アボルブavolve」として販売されている。
フィナステリドと同様に、デュタステリドは元々良性前立腺肥大（BPH）の治療薬として開発された。フィナステリドの効かない1型5-αリダクターゼも阻害するのが特徴で、毛髪の数を測定した研究では、2.5mgのデュタステリドはフィナステリドの1.5倍の効果が認められた（直径1インチの範囲でデュタステリドは108本の毛髪再成長が見られたのに対し、フィナステリドは72本）。
グラクソ・スミスクライン社はFDAの脱毛症研究をフェーズIIで中止した。中止の理由は明らかにされていないが、デュタステリドがフィナステリドによく似ているために商業的な成功が期待できなかったからではないかと推測されている。このため用量2.5mgのアヴォダートは発売されなかった。BPHについてのFDAの臨床研究の結果、アヴォダートが第一選択薬となった。5mgのアヴォダート（上記の研究では1インチあたり92本の毛髪再成長）は脱毛症の治療薬としてネット上の「グレー・マーケット」に出回り、医師も「ラベルなし」の処方薬として出すことが多くなっている。
2006年12月、グラクソ・スミスクライン社は新たにフェーズIIIの研究に乗り出した。これは韓国での6か月間の研究で、頭頂部の男性型脱毛症（Hamilton-Norwoodスケールでtype IIIv, IV, V）に対して1日1回0.5mgの内服での安全性、耐用度、効果を調査するものである。 FDAがアヴォダートに男性型脱毛症の治療薬としての認可を与えるか否かは未定である。

### ケトコナゾール
ケトコナゾール（Ketoconazole）は合成抗真菌薬であり、AIDSのような免疫不全状態での真菌感染の予防と治療に用いられる。ケトコナゾールは抗真菌作用と共に5αリダクターゼの阻害薬としても働くため、脱毛の進行を抑えることができる。
ケトコナゾールは子宮でのテストステロンの合成を阻害するとも言われており、男性胎児の性器の発達を阻害するかもしれない。しかし、この点についての研究はまだない。

### ノコギリヤシ
ノコギリヤシ（saw palmetto, Serenoa repens）はDHT阻害作用のある薬草であり、一般薬よりも安価で、フィナステリドやデュタステリドよりも副作用が少ないと言われている。他の5αリダクターゼ阻害薬とは異なり、ノコギリヤシのエキスはテストステロンからDHTへの変換を阻害する時にPSA分泌の抑制は行なわない。
フィナステリドが5αリダクターゼの主要なアイソエンザイムであるtype2のみを阻害するのに対し、ノコギリヤシはtype1, 2両方のアイソフォームを抑制する。.
ここで注意しなくてはいけないのは、こうしたin vitro（生体外）で示されたDHT阻害作用が必ずしもin vivo（生体内）での効果を意味するのではないということである。脱毛症に対して6か月間の調査を行なった予備研究では6割に改善が見られたとのことだが、使用した用量については報告されていない。この研究は小規模なもので、期間も比較的短いことに注意されたい。
ノコギリヤシが脱毛症に何らかの効果がある、とするこの唯一の報告は信頼性が高いものではない。PubMedで唯一検索された論文はノコギリヤシエキスの製造元により発表されたものであり、2003年1月に全米で放送されたテレビ番組「20/20」では「たわごと」とされた。これは研究対象が10人のみであり、調査期間も6か月と短かった点による。

## カフェイン
カフェインはin vitroで毛包の発育を抑制しているテストステロンの働きを抑え、ヒトの毛髪成長を刺激する。シャンプーにカフェインを添加すると頭皮の毛包に効果的との報告がある。 この効果を判定し、男性型脱毛症の治療に最適なカフェイン濃度を決定するさらなる研究が必要である。

## 銅ペプチド
銅ペプチドは頭皮に局所的に用いると毛髪の休止期を短縮して成長期の毛包を増やす作用があるといわれる。銅ペプチドにはSOD活性（抗酸化作用）があると言われている。
SODには活性酸素を破壊する働きがあり、一酸化窒素の拮抗薬となる。（ミノキシジルの体内での一般形態は一酸化窒素である。）活性酸素は一酸化窒素や内皮由来弛緩因子（endothelium-derived relaxing factor）と「agonist-antagonist」（拮抗関係）にある。
プロサイト社（Procyte）より発売されているトリコミン（Tricomin）は銅ペプチドをベースにしており、FDAの報告では2%ミノキシジルと同等の効果があるとされている。FDAでの研究は中断しているが、プロサイト社によればこれは予算の関係によるものだということである。現在の水準からはこの結果は基準以下であるが、プロサイト社はこの処方に基づいた化合物の製造を「cosmo-ceutical」なメーカーに認可して、植毛手術後の補助治療として研究している。

## スピンラベル
生体内フリーラジカルの検出法に、フリーラジカルの持つ電子スピンを「電子スピン共鳴」を用いて測定するものがあるが、その際用いられる試薬の一つがスピンラベル（spin labels）である。動物実験では、一酸化炭素のスピンラベル「TEMPO」および「TEMPOL」が放射線照射後の毛髪の再成長を促進することがわかっている。アメリカ国立癌研究所が出資した臨床試験では、TEMPOLは人間にも同様の効果がある。report
米国特許5,714,482の「Topical spin labels and method」も参照。

## 食事と生活習慣
男性型脱毛症のリスクに関係する遺伝的要素は多数ある。たとえば男性ホルモン受容体の多型性や頭皮での密度と分布、頭皮の5αリダクターゼの量などである。
30年前の本邦における男性型脱毛症の統計おいて、日本人男性の発症頻度は全年齢平均で約 30%と報告されているが、この発症頻度は現在もほぼ同程度である。

適度な有酸素運動の習慣を身に付けることで、DHTのベースラインが大きく上昇する。ただし、マラソンなどの強度の持久力運動を行った場合は、コルチゾールの働きによって、遊離テストステロンのベースラインが下がることが確認されているため、DHTのベースラインも下がると考えられる。コルチゾールとは、ストレスホルモンの一種のことであり、精神的ストレスを受けることでも増加する。
血中インスリンのレベルを下げると、性ホルモン結合蛋白（Sex Hormone Binding Globulin, SHBG）のレベルが上がる。SHBGはテストステロンと結合し、血中の遊離テストステロンを減らす。DHTに変換されるテストステロンは遊離型のみである。（頭皮のDHTレベルや男性型脱毛症の進行に関連しているのは男性ホルモンの総量ではなく、血中の遊離男性ホルモン量である。）

男性型脱毛症はメタボリックシンドロームとも関係している。医学的には男性ホルモンの増加が体調を悪化させることはなく、男性ホルモンがメタボリックシンドロームの原因になることもないと言われている。一方、高いインスリンレベル（と恐らく慢性的な炎症）は脱毛症やメタボリックシンドロームに関連しているのではないかと思われる。
男性は、インスリンによる卵巣でのアンドロゲン産生の代謝経路を持たないため、女性と比較して、インスリンによるアンドロゲンの影響を受けにくいと言われているが、生活習慣に注意してインスリンレベルを低く保ち、慢性的な炎症を減らすことで、男性型脱毛症の進行を遅らせる可能性があるかもしれない。

## 植毛
植毛とは、毛が薄くなったり細くなったりした部位に、側頭部や後頭部（ドナー部）から脱毛抵抗性（bald resistant）の毛包を移動（移植）するものである。移植された毛包は脱毛しにくい遺伝子をもっており、ほぼ生涯にわたって毛髪が伸び続ける。初期は大きな移植片（plug）を用いていたが、技術の発達により最近では1-4本の毛髪を含む小さな移植片（mini grafts）を多数用いるようになっている。
元々毛髪は1-4本が集まって「フォリキュラー・ユニット」（follicular unit, 毛包の単位集合）を形成している。最新の植毛手術ではこのフォリキュラー・ユニットをそのまま移植するので、より自然な外観となる。この新しい植毛法を「フォリキュラー・ユニット・トランスプランテーション」（FUT, follicular unit transprantation）という。植毛手術によってより自然な外観が得られるようになったため、脱毛症の治療に選択肢が増えた。
もう一つの治療法として頭皮切除（sculp reduction）がある。これは、脱毛した部分を外科的に切除するものである。切除した部分は周囲の皮膚を引き寄せて縫合する。
この方法には傷跡の問題や、頭皮の伸展性の限界の問題などがあり、怪我や熱傷による小範囲の脱毛などのごく限られた目的以外では行なわれない。

## 幹細胞の直接注入による治療（Kerastem）
幹細胞による毛髪培養とは別に、直接、頭皮に注入することで発毛を促す治療もおこなわれている。
アメリカおよび日本・イギリスの医療チームにより臨床研究がすすめられ、2015年より一部のクリニックで一般患者向け治療が開始されている。なお自由診療であり保険適用外である。セルソース（幹細胞の抽出元）は患者自身の脂肪である。「脂肪組織由来幹細胞(adipose derived regenerative cells; ADRCs)」と呼ばれる。
他のセルソースに比較し脂肪からは幹細胞を大量に抽出可能なため、培養不要。そのため培養時のコンタミネーション（汚染）リスクなども回避される。
100cc程度の脂肪が必要なため同時に脂肪吸引を受ける必要がある。

## 毛髪の培養（将来的な治療）
毛包には毛包幹細胞（stem cells）と毛乳頭細胞（dermal papilla cells）がある。研究者はこれらの毛包の細胞を研究することが最先端の脱毛治療になると予測している。この治療法は「毛髪の培養 hair multiplication」あるいは「毛髪クローニング hair cloning」と呼ばれる。この治療はまず患者の毛包から上記の細胞を採取し、培養によって増殖させ、これを頭皮に注入、あるいは移植する。さらに進んだ治療はよりシンプルになる。加齢で萎縮した毛包の細胞に化学的なシグナルを送り、毛包を再生させて健康な毛髪を伸ばすのである。
しかし、この新しい脱毛治療の実現にはまだ時間がかかる。最初の治療法が発表されるのは2009-2010年ごろと思われる。この治療にどれだけの効果があるかはまだわかっていないが、将来には、患者が望むだけの毛髪を伸ばすことができるようになると言われている。
毛髪の培養は2つの別の企業で研究されている。ARI（Aderans Research Institute, 日本人の所有する米国の企業）とIntercytex（英国マンチェスター）である。

2006年10月、英国のバイオテクノロジー企業であるIntercytexは「うなじ」から毛包を採取して培養し、この細胞を頭皮に移植する実験に成功した、と発表した。初期の実験では患者の70%に発毛が見られた。この治療は2009年には実用化される見込みである。
2006年10月6日、この企業は「ICX-TRC」と呼ばれるIntercytex社の新たな毛髪再生治療の治療プロセス自動化計画に対し、英国貿易産業省（DTI）より185万ポンドの補助金を交付された。この補助金は、毛髪再生に関わる主要な細胞であり、ICX-TRCのキーコンポーネントとなる毛乳頭細胞を商業レベルで生産できるようなロボット化システムの開発に用いられる。毛髪再生におけるICX-TRCの効果の予備報告は2007年秋の予定である。
2007年1月、イタリアの毛包幹細胞の研究者が新しい脱毛治療法を発表した。GenoaクリニックのPierluigi Santiは毛包幹細胞は毛根を「増加」させることができると言う。彼は火事や事故で毛髪を失った患者のために、数か月以内にこの治療を行なう準備ができる、と述べた。彼のアプローチは毛根を分割して新たな毛包を作り出す、というものである。
2007年5月、米国のFollica社は、胎児期にのみ活動していた遺伝子を再度活性化して毛包を再生させる技術の供与をペンシルベニア大学より受けた、と発表した。    

## FDAが認可した治療
2007年10月現在、FDAが男性の脱毛の治療として認可しているのは、ミノキシジルとフィナステリドの2つのみである。 
「Lasercomb」にFDAが認可を与えたことには議論があるが、FDAは「提出された主張については効果がある」としている。

## その他の治療
- 亜鉛：in vitroでは、テストステロンからDHTへの変換が抑制された。ただし、内服した場合は、DHTの上昇が示唆される。[26][27]
- アゼライン酸（azelaic acid）：in vitroではアゼライン酸と亜鉛の組み合わせにより5αリダクターゼが90%抑制された。この混合物には相乗効果があるという。[28]
- カボチャの種：肝臓がDHTを分解するのを助ける。抽出物（エキス）がよく用いられる。加工していない種のままの状態では脂肪が多いため、患者によっては脱毛を進行させる。
- スピロノラクトン（spironolactone）
- トレチノイン（tretinoin）：「Retin-A」として知られる。頭皮へケミカルピーリングによる刺激を与える。
- カプサイシン (capsaicin)